# Selma Ergeç
Selma Ergeç is een Duits-Turks actrice, die speelde in films en televisieseries.
Ergeç werd geboren in Duitsland, en groeide op in Duitsland en Engeland. Ze studeerde drie jaar medicijnen in Munster, en daarna Psychologie & Filosofie aan de Fernuniversität in Hagen.

## Filmografie
- Times and Winds, 2006[4]
- Magnificent century, 2011[5]
- Gönül Isleri, 2014[6]